# Jirau-Talsperre
Die Jirau-Talsperre (Usina Hidrelétrica Jirau) ist eine Talsperre mit einem Wasserkraftwerk am Rio Madeira im brasilianischen Bundesstaat Rondônia.

## Vorhaben
Die Talsperre ist Teil eines Komplexes von vier geplanten Wasserkraftwerken am Fluss Madeira. Dieser besteht aus zwei Talsperren in Brasilien (die Santo-Antônio-Talsperre mit 3580 MW bei der Stadt Porto Velho und Jirau mit 3750 MW etwa 100 km flussaufwärts), einer dritten an der Grenze zwischen Brasilien und Bolivien, und einer vierten in Bolivien. Die beiden in Brasilien, Santo Antonio und Jirau, sind bereits fertiggestellt, während die kleineren flussaufwärts noch in der Planungsphase sind. Wegen der Stromausfälle in Brasilien von 2001 bis 2002 wurde der Bau 2009 beschleunigt, Santo Antonio ging 2012 in Betrieb und Jirau 2013. Die Kosten für beide werden auf 15,6 Mrd. US-Dollar geschätzt, davon 8 Mrd. für Jirau, einschließlich 10 Mrd. für die Bauwerke und 5 Mrd. für die Schleusen, Übertragungsleitungen und ausgleichende Umweltmaßnahmen.

## Bauwerk
Die Jirau-Talsperre wird eine Kombination aus einem Schüttdamm mit Betonabschnitten für das Kraftwerk und die Hochwasserentlastung sein. Die Länge des gesamten Dammes ist 1100 m, wobei der Anteil des Schüttdammes 800 m ist. Der gekrümmte Staudamm wird 63 m hoch sein und enthält einen Asphaltbetonkern. Sein Bauwerksvolumen ist 2.000.000 m³, wovon 17.000 m³ Asphalt sind. Die Hochwasserentlastung wird 21 Öffnungen bekommen und einen maximalen Abfluss von 82.000 m³/s verkraften. Das Wasserkraftwerk erhält 50 Stück 75-MW-Kaplan-Rohrturbinen für eine gesamte installierte Leistung von 3.750 MW. Der von der Talsperre aufgestaute Stausee wird eine Oberfläche von 258 km² haben, wovon 135 km² das ursprüngliche Flussbett sind. Kaplan-Rohrturbinen sind so ähnlich wie Kaplan-Turbinen, außer dass sie horizontal eingebaut werden, so dass die Kraftumleitung und der Wirkungsgrad besser sind. Die Energie kann aus der hydraulischen Fallhöhe von 15,1 m und aus der kinetischen Energie des ankommenden Wassers gewonnen werden. Das Wasserkraftwerk wird von der französischen GDF Suez SA und der brasilianischen Camargo Corrêa SA gebaut. Die Turbinen gingen zwischen 2012 und 2016 in Betrieb.
Im März 2011 wurden die Bauarbeiten von Arbeiteraufständen aufgehalten.